# Lista de episódios de Cante se Puder
Cante se Puder é um game show musical apresentado por Patrícia Abravanel e Marcio Ballas. Com o júri composto por Nahim, Nany People e Lola Melnick.

## 1ª Temporada
| Data                   | Jogadores do time azul         | Jogadores do time vermelho                 | Vitória        | Prêmio    |
| ---------------------- | ------------------------------ | ------------------------------------------ | -------------- | --------- |
| 18 de dezembro de 2011 | Cadu Pelegrini Simony Gretchen | Leandro Lopes Thammy Miranda Laura Fontana | Vermelho (4x1) | R$7480,00 |

## 2ª temporada
| Data                    | Jogadores do time azul                                                                          | Jogadores do time vermelho                                                                      | Vitória        | Prêmio     |
| ----------------------- | ----------------------------------------------------------------------------------------------- | ----------------------------------------------------------------------------------------------- | -------------- | ---------- |
| 18 de janeiro de 2012   | Gilmelândia Márcio Duarte Anderson Leonardo                                                     | Vavá Duarte Ângela Bismarchi Banana                                                             | Vermelho (4x0) | R$10000,00 |
| 25 de janeiro de 2012   | Hugo Adryana Ribeiro Rafael Vanucci                                                             | Tiago Kléber Bambam Anna Markun                                                                 | Azul (4x1)     | R$7180,00  |
| 01 de fevereiro de 2012 | Léo Josy Oliveira Renatinho da Bahia                                                            | Renata Frisson Junior Marcelo Menezes                                                           | Vermelho (4x1) | R$5750,00  |
| 8 de fevereiro de 2012  | Jonathan Costa Mc Nill Mc Decão                                                                 | Camila Braga Bruna Alves Patrícia Lima                                                          | Vermelho (3x2) | R$7470,00  |
| 15 de fevereiro de 2012 | Gustavo Mendonça Leandro Lopes Lady Lu                                                          | MC Créu Renata Santos Chrigor                                                                   | Vermelho (4x1) | R$8680,00  |
| 22 de fevereiro de 2012 | Salgadinho Ximbica Filipe Duarte                                                                | Renner Mulher Melancia David Cardoso Jr.                                                        | Azul (3x2)     | R$6680,00  |
| 29 de fevereiro de 2012 | Beth Guzzo Naldo Marlon                                                                         | Maicon Mulher Maçã MC Serginho                                                                  | Azul (3x2)     | R$9240,00  |
| 7 de março de 2012      | D'Black Ariadna Marlei Cevada                                                                   | Thomas Roth Stefhany Ovelha                                                                     | Azul (4x1)     | R$9440,00  |
| 14 de março de 2012     | Isabela Aguiar Lucas Poleto Ana Paula Oliveira                                                  | Pedro Leonardo Twyla Sylvinho Blau-Blau                                                         | Vermelho (4x1) | R$6020,00  |
| 21 de março de 2012     | Dicésar Gabriela Maldonado Conrado                                                              | Jean Walker Yudi Tamashiro Andréia Sorvetão                                                     | Azul (4x1)     | R$6200,00  |
| 28 de março de 2012     | Markinhos Moura Thyago Oliver Priscilla Alcântara                                               | Fernando Muylaert Matheus Herriez Mara Maravilha                                                | Azul (3x2)     | R$6500,00  |
| 4 de abril de 2012      | Mariane Dombrova Neném Beto Garja                                                               | Vanessa Jackson Pepê Matheus Carrieri                                                           | Vermelho (4x1) | R$6110,00  |
| 11 de abril de 2012     | Rosa Tânia Oliveira Rhuivo                                                                      | Rosinha Maurício Manfrini Shirley Carvalho                                                      | Azul (3x2)     | R$6170,00  |
| 18 de abril de 2012     | Ricardo Costa Viviane Araújo Sebastian                                                          | JC Sampa Diego DH Tati Quebra-Barraco                                                           | Vermelho (3x2) | R$6320,00  |
| 25 de abril de 2012     | Rita Cadillac Edu Porto Milene Pavorô                                                           | Mc Bruninha Liminha Dan Lucas                                                                   | Azul (4x1)     | R$9100,00  |
| 02 de maio de 2012      | Daniele Hypólito Sander Mecca Marcelo Marrom                                                    | Carla Cristina Dáblio Moreira Marcell                                                           | Azul (3x2)     | R$5950,00  |
| 09 de maio de 2012      | Anamara Roy Axl Rose (cover)                                                                    | Cátia Paganote João Kléber Raul Seixas (cover)                                                  | Azul (4x1)     | R$9530,00  |
| 16 de maio de 2012      | Marco Mastronelli Anitta Caju                                                                   | André Marinho Havanir Nimtz Castanha                                                            | Vermelho (4x1) | R$6230,00  |
| 23 de maio de 2012      | Felipe Dylon Valentina Francavilla Madonna (cover)                                              | Felipeh Campos Nicole Bahls Tim Maia (cover)                                                    | Vermelho (3x2) | R$9090,00  |
| 30 de maio de 2012      | Heitor Martins Luiza Ambiel Oscar Tintel                                                        | Bruna Surfistinha Russo Márcio Mendes                                                           | Azul (4x1)     | R$6410,00  |
| 6 de junho de 2012      | Marquito Elvis Presley (cover) Renata Banhara                                                   | Sandy Capetinha Ricardo Macchi Roberto Carlos (cover)                                           | Azul (4x1)     | R$6580,00  |
| 13 de junho de 2012     | Yani de Simone Charles Henrique Reginho                                                         | Rosemary Rodrigo Ríos Tirulipa                                                                  | Vermelho (4x1) | R$6460,00  |
| 20 de junho de 2012     | Suelen Carlinhos Aguiar Bon Jovi (cover)                                                        | Jefferson Santos Britney Spears (cover)                                                         | Vermelho (3x2) | R$6990,00  |
| 27 de junho de 2012     | Mc Jenny Alex Gill Cinderella                                                                   | Sarajane Gutto Morenno Diogo Pretto                                                             | Vermelho (4x1) | R$8080,00  |
| 11 de julho de 2012     | Gustavo Daneluz (Mário Ayala) Jean Paulo Campos (Cirilo Rivera) Nicholas Torres (Jaime Palillo) | Ana Zimerman (Marcelina Guerra) Maisa Silva (Valéria Ferreira) Larissa Manoela (Maria Joaquina) | Empate (2x2)   | R$10000,00 |
| 18 de julho de 2012     | Faxinildo Zezé Di Camargo (cover) Vivi Fernandes                                                | Cabrito Teves Sabrina Boing Boing Ney Matogrosso (cover)                                        | Azul (4x1)     | R$9130,00  |

## 3ª temporada
| Data                   | Jogadores do time azul                                                                           | Jogadores do time vermelho                                                                 | Vitória        | Prêmio      |
| ---------------------- | ------------------------------------------------------------------------------------------------ | ------------------------------------------------------------------------------------------ | -------------- | ----------- |
| 25 de julho de 2012    | Dhomini Ferreira Jorge Filho Angélica Morango                                                    | Flôr Rodrigo Carvalho Xéxeu                                                                | Vermelho (3x2) | R$ 6450,00  |
| 1 de agosto de 2012    | Adaildo Alves Neres Lito Patrícia Limonge                                                        | Roberta Tiepo Alberto Cowboy Sula Miranda                                                  | Vermelho (3x2) | R$ 9670,00  |
| 8 de agosto de 2012    | Bell Oliver Olga Bongiovanni Carlinhos Santos                                                    | Tato Márcia Freire Igor Gramani                                                            | Vermelho (2x1) | R$ 6820,00  |
| 15 de agosto de 2012   | Rosanne Mulholland (Professora Helena) Fernando Benini (Firmino) Márcia de Oliveira (Graça)      | Marcelo Batista (Germano Ayala) Ithamar Lembo (José Rivera) Renata Airoldi (Inês Carrilho) | Vermelho (2x1) | R$ 7330,00  |
| 22 de agosto de 2012   | Belo Chininha Adriano Ribeiro                                                                    | Buchecha MC Sapão MC Frank                                                                 | Vermelho (2x1) | R$ 6820,00  |
| 29 de agosto de 2012   | Syang Jhean Marcell Rosiane Pinheiro                                                             | Julyana Lee Marceleza Alex Fernandez                                                       | Vermelho (2x1) | R$ 7290,00  |
| 5 de setembro de 2012  | Guilherme Seta (Davi Rabinovich) Stefany Vaz (Carmem Carrilho) Jean Paulo Campos (Cirilo Rivera) | Matheus Ueta (Kokimoto) Gustavo Daneluz (Mário Ayala) Ana Zimerman (Marcelina Guerra)      | Vermelho (2x1) | R$ 10000,00 |
| 12 de setembro de 2012 | Leo Rodrigues Andressa Suita Neguinho da Beija-Flor                                              | Gustavo Lins Solange Gomes Márcio Art                                                      | Azul (2x1)     | R$ 6070,00  |
| 19 de setembro de 2012 | Sérgio Abreu Loalwa Braz Claudinho                                                               | João Lucas Marcelo Moranguinho                                                             | Azul (2x1)     | R$ 7310,00  |
| 26 de setembro de 2012 | Grazi Yuri Fernandes Léo Maia                                                                    | Robson Moura Roberto Leal Jessy-K                                                          | Azul (2x1)     | R$ 7300,00  |
| 03 de outubro de 2012  | Gabriel Gava Viny (Bragaboys) Maria Cândida                                                      | Daiane dos Santos Kid Vinil MC Marcinho                                                    | Azul (2x1)     | R$ 5970,00  |
| 10 de outubro de 2012  | Beto Jamaica Diana Balsini Zezinho (Grupo Carrapicho)                                            | Compadre Washington Francine Piaia Zé Henrique (Yahoo)                                     | Vermelho (2x1) | R$ 6030,00  |
| 17 de outubro de 2012  | Mário (Terra Samba) Reinaldo (Terra Samba) Shayene Cesário                                       | Charlie Massó (Menudo) David Brazil Mulher Pêra                                            | Vermelho (2x1) | R$ 5950,00  |
| 24 de outubro de 2012  | Silvio Britto Tiago Barnabé MC Koringa                                                           | Geanderson (Banda Djavú) Lindy Rios (Banda Djavú) DJ Juninho Portugal                      | Azul (2x1)     | R$ 7270,00  |
| 31 de outubro de 2012  | Patati Joyce (dançarina do Latino) Sandro Becker                                                 | Patata David Cardoso Paulinha Abelha (ex-Calcinha Preta)                                   | Azul (2x1)     | R$ 6830,00  |
| 07 de novembro de 2012 | Sandro Coelho (Tchê Garotos) Mateus Menin (Tchê Garotos) Daiane Cristina (Mulher Jaca)           | Daddy Kall Núbia Óliiver MC K9                                                             | Azul (2x1)     | R$ 6350,00  |
| 14 de novembro de 2012 | Wanderley Cardoso Marcos Oliver Simone Sampaio                                                   | Genival Lacerda Cecéu Muniz Cissa Chagas                                                   | Azul (2x1)     | R$ 5950,00  |
| 21 de novembro de 2012 | Valesca Popozuda Taiguara Marcelinho Lima                                                        | Luka Dr. Silvana Camarguinho                                                               | Azul (4x0)     | R$ 8120,00  |
| 28 de novembro de 2012 | Diguinho Natalia Sarrafi Pampa                                                                   | Deise (Fat Family) Celinho (Fat Family) Suzete (Fat Family)                                | Azul (2x1)     | R$ 8500,00  |
| 05 de dezembro de 2012 | Max Junior Swing Aryane Steinkopf                                                                | Beto Barbosa Luciene Melo MC Geléia                                                        | Vermelho (2x1) | R$ 5740,00  |
| 12 de dezembro de 2012 | Marquinhos Sensação Renne Fernandes (Hevo84) Paulinha Leite (ex-Big Brother Brasil 11)           | Popó Almir Guineto Ana Paula (ex-paquita Pituxita)                                         | Vermelho (2x1) | R$ 6280,00  |
| 19 de dezembro de 2012 | Pitter Paulinho Razão Naná (ex-Big Brother Brasil 9)                                             | Raynane Moraes Janaina (vocalista do Bicho de Pé) Tatau (Araketu)                          | Vermelho (3x2) | R$ 5800,00  |
| 9 de janeiro de 2013   | Allan (Trio Bravana) Bruno (Trio Bravana) Thiago (Trio Bravana)                                  | Alessandra Scatena MC Duduzinho Carine Felizardo                                           | Vermelho (2x1) | R$ 5770,00  |
| 16 de janeiro de 2013  | Denise Rocha Deco (Pirraça) Vitinho (grupo Refla)                                                | Dani Bolina MC Bola de Fogo Mc Leo da Baixada                                              | Vermelho (3x2) | R$ 7910,00  |
| 23 de janeiro de 2013  | Evandro (Art Popular) Pedrinho Black (Art Popular) Ricardo Lima (Art Popular)                    | Dayanna (Banana Split) Lidia Morena (Banana Split) Madá (Banana Split)                     | Azul (2x1)     | R$ 8120,00  |

## Especial 1 ano de Cante se Puder
Neste dia alguns participantes que já participaram de outras temporadas voltam pra se enfrentar e na roda do dinheiro quem perde ganha a metade do dinheiro que o outro time ganha.
| Data                  | Jogadores do time azul        | Jogadores do time vermelho               | Vitória    | Prêmio                               |
| --------------------- | ----------------------------- | ---------------------------------------- | ---------- | ------------------------------------ |
| 30 de janeiro de 2013 | Ovelha Renata Frisson MC Créu | Márcio Duarte Lady Lu Sylvinho Blau-Blau | Azul (2x1) | Azul: R$ 8750,00 Vermelho: R$4375,00 |

## 4ª temporada
| Data                    | Jogadores do time azul                                                    | Jogadores do time vermelho                                        | Vitória        | Prêmio      |
| ----------------------- | ------------------------------------------------------------------------- | ----------------------------------------------------------------- | -------------- | ----------- |
| 06 de fevereiro de 2013 | Deborah Albuquerque Camila Pelegrina Giovanni Marquezeli                  | Fabiana Moneró André Ramon Léo Von                                | Vermelho (2x1) | R$ 6210,00  |
| 20 de fevereiro de 2013 | Iris Stefanelli Thais Schimit Edu                                         | Theo Marlus (ex-Calcinha Preta) Bruna Mazon                       | Azul (2x1)     | R$ 7870,00  |
| 27 de fevereiro de 2013 | Ariadna Lito MC Koringa                                                   | Salgadinho (ex-Katinguelê) Leandro Lopes Ângela Bismarchi         | Vermelho (2x1) | R$ 9310,00  |
| 06 de março de 2013     | Yudi Tamashiro Gominho Sol Veiga                                          | MC Sapão Lize Benites D'Black                                     | Azul (3x2)     | R$ 6160,00  |
| 13 de março de 2013     | Reinaldo (Terra Samba) Marcelo (Tchakabum) Talula                         | Barbara Koboldt Leandro (Bonde do Tigrão) Markinhos Moura         | Vermelho (2x1) | R$ 7320,00  |
| 20 de março de 2013     | Yuri Os Havaianos Vavá Suzana Alves                                       | MC Federado Mulher Melancia Gui Pádua                             | Azul (2x1)     | R$ 7720,00  |
| 27 de março de 2013     | Astros: Cyz André Vasco e Miranda Thomas Roth                             | Amigos da Onça: Murilo Gun Marco Zenni e Alan Benatti Edú Nunes   | Empate (2x2)   | R$ 10000,00 |
| 03 de abril de 2013     | Caju Castanha Vanessa Jackson                                             | Paulão (Banda Velhas Virgens) MC Serginho Catarina Migliorini     | Azul (2x1)     | R$ 7060,00  |
| 10 de abril de 2013     | Compadre Washington Rafael Ilha Valesca Popozuda                          | Beto Jamaica Marcio G Dicesar                                     | Azul (2x1)     | R$ 8500,00  |
| 17 de abril de 2013     | Rosa Pranchana Jack Soninha Francine                                      | Ângelo Máximo Mulher Moranguinho Rosinha                          | Vermelho (2x1) | R$ 6950,00  |
| 24 de abril de 2013     | Felipe Dylon Priscila Alcantara Reginho                                   | Sebastian Adryana Ribeiro Zezinho                                 | Azul (3x2)     | R$ 6390,00  |
| 01 de maio de 2013      | Karina Bacchi Charles Heriquepédia Denny Paula                            | Inri Cristo Charles Paraventi Stefhany                            | Azul (2x1)     | R$ 10000,00 |
| 08 de maio de 2013      | Mulher Pêra Ângela Ro Ro Théo Becker                                      | Cissa Chaggas Beto Barbosa Alberto                                | Vermelho (2x1) | R$ 6630,00  |
| 15 de maio de 2013      | Maicon Pepê Silvetty Montilla                                             | Thais Bianca Marlon Neném                                         | Azul (4x0)     | R$ 6200,00  |
| 22 de maio de 2013      | Renata Banhara Ronny Rangel                                               | MC Mingau Mara Maravilha Marceleza                                | Vermelho (2x1) | R$ 6060,00  |
| 29 de maio de 2013      | Henrique Lima (Virgulóides) Leo (Tche Garotos) Tania Oliveira             | Bonde das Maravilhas MC Nego do Boréu Mateus Menin (Tche Garotos) | Vermelho (2x1) | R$ 6070,00  |
| 05 de junho de 2013     | Mulher Jaca Neguinho da Beija-Flor MC Pocahontas                          | Geisy Arruda Anderson (Molejo) Daniel Rolim                       | Azul (2x1)     | R$ 5830,00  |
| 12 de junho de 2013     | Giovani Rodrigo Capella Banana (Banda Vagabundos)                         | Pedrinho Black (Art Popular) MC Jenny Jorge (Grupo Rastapé)       | Azul (2x1)     | R$ 7530,00  |
| 19 de junho de 2013     | Tomin (Banda Pollo) Andre Marinho (Banda Cupim na Mesa) Dave (Banda Cine) | Jaque Khury Sander (Banda Twister) Gian                           | Vermelho (2x1) | R$ 6880,00  |